# Alexandre Maral
Alexandre Maral (né à Toulouse le 21 juin 1968) est un historien et un historien de l'art français.
Il est conservateur général au Musée national des châteaux de Versailles et de Trianon, où il est responsable des sculptures.

## Biographie
Diplômé de l'École du Louvre en 1992, archiviste paléographe en 1993, docteur en histoire de l'université Paris-Sorbonne en 1997, Alexandre Maral a été reçu au concours d'entrée à l'École nationale du Patrimoine. Affecté en 1999 comme conservateur chargé des sculptures du musée Granet d'Aix-en-Provence, il s'est spécialisé dans le domaine de la sculpture française des XVIIe et XVIIIe siècles. Entre 2002 et 2004, en tant que pensionnaire de l'Académie de France à Rome, il a effectué des recherches sur le séjour des sculpteurs français à Rome durant le dernier quart du XVIIIe siècle. C'est après un passage au Centre de recherche et de restauration des musées de France qu'il a été nommé en 2005 au château de Versailles, chargé des Sculptures et directeur du Centre de recherche du château de Versailles jusqu'en 2023. Dès sa nomination, il s'inquiète de l'état des statues du parc et pousse un cri d'alarme : Faut-il laisser mourir les sculptures des jardins de Versailles ?
Il participe à l'organisation de plusieurs expositions, notamment celles sur La Galerie des glaces, Charles Le Brun maître d'œuvre, sur Louis XIV, l'homme et le roi, sur Versailles et l'antique et sur Madame de Maintenon, dans les allées du pouvoir, présentées au Musée national du château de Versailles respectivement en 2007, 2008-2009, 2012-2013 et 2019. En 2010, à l'occasion du tricentenaire de la chapelle royale du château de Versailles, il a été le commissaire de l'exposition Une Chapelle pour le roi, également présentée à Versailles. On lui doit surtout le sauvetage des statues du parc, menacées à la fois par la pollution et le vandalisme, long combat mené contre la volonté des architectes, partisans du maintien in situ, qui a abouti à une mise à l'abri dans une réserve visitable installée dans la Petite Écurie.
Historien et historien de l'art reconnu, il est membre de nombreuses sociétés savantes : il est notamment membre correspondant de l’Académie des sciences, agriculture, arts et belles-lettres d’Aix-en-Provence (2006), membre correspondant de la Société nationale des Antiquaires de France (2010), membre associé de l'Académie des sciences morales, des lettres et des arts de Versailles et d'Île-de-France (2011), membre d’honneur de l’Académie des sciences, agriculture, arts et belles-lettres d’Aix-en-Provence (2018), membre correspondant de l’Académie d’agriculture, sciences, belles-lettres et arts d’Orléans (2019).
En 2023, il est suspendu de son poste car il aurait organisé des visites privées et des conférences rémunérées sur son temps de travail et sans en informer son employeur, contrairement aux règles de la fonction publique et de la déontologie des agents publics. Par une ordonnance du 25 septembre 2023, Alexandre Maral a obtenu par référé du tribunal administratif de Versailles la suspension de cette sanction puis, par un jugement du 13 mai 2024, le tribunal administratif de Versailles a annulé la sanction prononcée à son encontre.

## Publications
- La Chapelle royale de Versailles sous Louis XIV : cérémonial, liturgie et musique, Versailles, Centre de musique baroque de Versailles, 2002, seconde édition en 2010, 476 p. (ISBN 978-2-8047-0055-3)
- Sculptures, la galerie du Musée Granet (avec la collaboration de Luc Georget et d'Anne Pingeot), Paris, Somogy, 2003, 213 p. (ISBN 978-2-85056-630-1)
- Madame de Maintenon : à l’ombre du Roi-Soleil, Paris, Belin, 2011, 170 p. (ISBN 978-2-7011-5769-6)
- La Chapelle royale de Versailles : le dernier grand chantier de Louis XIV, Paris, Arthena, 2011, 389 p. (ISBN 978-2-903239-46-6)

- Prix d'Académie 2012 de l'Académie Française
- Louis XV : le roi pacifique, Rennes, Ouest France, 2012, 126 p. (ISBN 978-2-7373-5507-3)
- Achille, Apollon, Diane, Jupiter, Vénus…Parcours mythologique dans les jardins de Versailles, Paris, Artlys, 2012, 143 p. (ISBN 978-2-85495-471-5)
- Le Roi-Soleil et Dieu : essai sur la religion de Louis XIV, Paris, Perrin, 2012, 372 p. (ISBN 978-2-262-03519-8)

- 36e prix Fondation Pierre-Lafue 2012
- Marie-Antoinette : un destin tragique, Rennes, Ouest France, 2012, 128 p. (ISBN 978-2-7373-5744-2)
- Louis XVI : l'incompris, Rennes, Ouest France, 2013, 128 p. (ISBN 978-2-7373-5815-9)
- La Grande Commande de 1674. Chefs-d'œuvre sculptés des jardins de Versailles sous Louis XIV, Montreuil, Gourcuff Gradenigo, 2013, 77 p. (ISBN 978-2-35340-159-8)
- Le roi, la cour et Versailles : le coup d'éclat permanent, Paris, Perrin, 2013, 520 p. (ISBN 978-2-262-03520-4)
- Le Versailles de Louis XIV : un palais pour la sculpture, Dijon, Faton, 2013, 340 p. (ISBN 978-2-87844-176-5)
- Les derniers jours de Louis XIV, Paris, Perrin, 2014, 308 p. (ISBN 978-2-262-04335-3)
- Versailles, côté ville, côté jardins : neuf promenades d'art et d'histoire, Paris, Le Passage, 2014, 344 p. (ISBN 978-2-84742-233-7)
- François Girardon (1628-1715). Le sculpteur de Louis XIV, Paris, Arthena, 2015, 584 p. (ISBN 978-2-903239-55-8), Prix Drouot des Amateurs du Livre d'Art 2017
- Les Derniers jours de Versailles, Paris, Perrin, 2018, 604 p.  (ISBN 9782262064112)
- Madame de Maintenon. La presque reine, Belin, 2018, 415 p.
- Antoine Coysevox (1640-1720) : le sculpteur du Grand Siècle, Paris, Arthena, 2020, 579 p. (ISBN 978-2-903239-66-4)

- Prix Eugène-Carrière 2021 de l'Académie française (en collaboration avec Valérie Carpentier-Vanhaverbeke)

## Distinctions

### Décoration
- Chevalier de l'ordre des Arts et des Lettres (2016) [réf. nécessaire]